# Tomasz Kaczmarek (prawnik)
Tomasz Kaczmarek (ur. 7 marca 1936 w Toruniu) – polski prawnik, profesor zwyczajny Wydziału Prawa Uniwersytetu Wrocławskiego, były kierownik Katedry Prawa Karnego Materialnego.

## Życiorys naukowy
Naukę na poziomie gimnazjalnym pobierał w prywatnej szkole – aż do jej likwidacji w 1952 – prowadzonej przez zakon oo. werbistów, którego rektorem i prowincjałem był jego stryj.
W 1954 rozpoczął studia prawa na Uniwersytecie Wrocławskim. Pracę magisterską obronił u profesora Witolda Świdy, ówczesnego rektora Uniwersytetu Wrocławskiego. Od 1958 asystent Witolda Świdy w Katedrze Prawa Karnego Materialnego.
W 1964 uzyskał stopień doktora nauk prawnych na podstawie pracy Społeczne niebezpieczeństwo czynu i jego bezprawność jako dwie cechy przestępstwa napisanej pod kierunkiem Witolda Świdy.
W niespełna siedem lat później na podstawie obszernej monografii o sędziowskim wymiarze kary w Polsce, wyróżnionej w kategorii najlepszych prac habilitacyjnych, w prestiżowym dorocznym konkursie miesięcznika „Państwo i Prawo” – otrzymał w 1971 roku stopień naukowy doktora habilitowanego. W 1985 uchwałą Rady Państwa otrzymał tytuł profesora nadzwyczajnego nauk prawnych, zaś dziesięć lat później, w 1995 został profesorem zwyczajnym.
W latach 1974–2002 przebywał wielokrotnie jako stypendysta Fundacji Alexandra von Humboldta, a w 1997 – Fundacji Maxa Plancka na długoterminowych stażach naukowo-badawczych na uniwersytetach w Hamburgu, Kolonii, Freiburgu, Bonn, Monachium i Ratyzbonie.
Uczestniczył w ponad pięćdziesięciu przewodach naukowych na stopnie doktora i doktora habilitowanego oraz jako recenzent w postępowaniach dotyczących nadania tytułu naukowego profesora. Był ponadto promotorem dwóch doktoratów honoris causa UWr nadanych profesorom Witoldowi Świdzie (1988) oraz Friedrichowi-Christianowi Schroederowi (1999).

## Zajmowane stanowiska
Przez ponad trzydzieści lat kierował wrocławskim ośrodkiem prawa karnego. W latach 1972–1991 był dyrektorem Instytutu Prawa Karnego i Kryminologii. W latach 1996–2006 pełnił funkcję kierownika Katedry Prawa Karnego Materialnego UWr.
w latach 1984–1992 był członkiem Komitetu Nauk Prawnych Polskiej Akademii Nauk, współpracując blisko z profesorem Jerzym Wróblewskim.
Od 1980 brał udział w pracach nad reformą prawa karnego, sfinalizowaną uchwaleniem nowego Kodeksu karnego z 1997 r. W latach 1980–1981 – członek Komisji do opracowania zmian prawa karnego przy Ministrze Sprawiedliwości. W latach 1987–1997 członek Ministerialnej Komisji do spraw reformy prawa karnego. W latach 2001–2002 – ekspert Komisji Sejmowej do spraw przygotowywanych zmian ustawy – Kodeks karny z 1997 r.
Był członkiem komitetów redakcyjnych takich czasopism jak Nowe Prawo czy Przegląd Prawa i Administracji. Od 2004 jest członkiem Komitetu Redakcyjnego czasopisma prawniczego „Państwo i Prawo”.

## Główne zainteresowania naukowe
- Podstawy teoretyczne ogólnej nauki o przestępstwie (czyn i jego społeczna szkodliwość, bezprawność, ustawowe znamiona, przyczynowość i normatywne kryteria przypisania skutku w prawie karnym, wina, współdziałanie przestępne).
- Nauka o karze i psychospołeczne uwarunkowania sądowego wymiaru kary.

Zdaniem Jacka Giezka, w obszarze badań T. Kaczmarka nad centralnymi problemami ogólnej nauki o przestępstwie oraz nad sądowym wymiarem kary, ich autorowi „udało się połączyć dwie – zdawać by się mogło – niezwykle odległe orientacje poznawcze – orientację charakterystyczną dla amerykańskiej socjologii, koncentrującej się na badaniach prawa w jego faktycznym działaniu, a z drugiej strony czysto teoretyczne podejście, charakterystyczne dla niemieckiej dogmatyki prawa karnego. Przy czym ów nurt dogmatyczny jest w jego publikacjach na tyle rozległy, że trudno byłoby wskazać jakąkolwiek kwestię o podstawowym – z perspektywy ogólnej nauki o przestępstwie – znaczeniu, w której mogłoby zabraknąć jego wypowiedzi”
Jak pisał Andrzej Zoll: „Tomasz Kaczmarek był jednym z pierwszych autorów, którzy element materialny w przestępstwie starali się oderwać od ideologicznych naleciałości doktryny radzieckiej, między innymi poprzez wyraźne wiązanie tego elementu z pojęciem dobra prawnego. (...) W ramach nauki o strukturze przestępstwa na szczególną uwagę zasługują prace Profesora Kaczmarka poświęcone stronie podmiotowej czynu zabronionego. (...) Profesor Tomasz Kaczmarek jest twórczym kontynuatorem dzieł Jego nauczyciela – Profesora Witolda Świdy dotyczących badań nad karą i polityką karną. W obszarze tych zagadnień ma on także wielkie zasługi w przeniesieniu do naszych czasów myśli wielkiego polskiego penalisty – Profesora Bronisława Wróblewskiego. Dzięki pracom Profesora Kaczmarka nie został zaprzepaszczony, ani zapomniany dorobek szkoły wileńskiej. Prace Tomasza Kaczmarka związane z nauką o karze i polityką karną stanowią wielce wartościowy i trwały Jego wkład w polską naukę prawa karnego. Prezentował w nich zawsze właściwą dla niego dbałość w eksponowaniu roli prawa karnego nie tylko w ochronie dóbr ważnych dla funkcjonowania społeczeństwa i jednostki, ale także w gwarancjach dla człowieka, mających go zabezpieczyć przed nadużyciem ze strony władzy.”

## Działalność społeczna i polityczna
W 1956 był jednym ze współtwórców lewicowych autonomicznych organizacji studenckich, zasiadając w ich władzach krajowych. Przez cztery lata był także liderem wrocławskiej organizacji studenckiej ZMS.
Wychowanie katolickie odebrane pod okiem wuja prowincjała w młodości, nie przeszkodziło jego późniejszej fascynacji marksizmem, na trwale wiążąc go z intelektualną częścią lewicy akademickiej.
W wyborach w 2001 bezskutecznie kandydował do Sejmu z listy PUG.

## Organizacje naukowe
- Wrocławskie Towarzystwo Naukowe
- Towarzystwo Naukowe Prawa Karnego
- Polskie Towarzystwo Kryminologiczne im. prof. Stanisława Batawii
- Association Internationale de Droit Pénal (AIDP)

## Odznaczenia
- Złoty Krzyż Zasługi
- Krzyż Kawalerski Orderu Odrodzenia Polski
- Medal Komisji Edukacji Narodowej

## Książki
- Społeczne niebezpieczeństwo czynu i jego bezprawność jako dwie cechy przestępstwa (1966)
- Materialna istota przestępstwa i jego ustawowe znamiona (1968)
- Sędziowski wymiar kary w PRL w świetle badań ankietowych (1972)
- Przestępczość przeciwko rodzinie, opiece i młodzieży (1979), red. naukowa
- Ogólne dyrektywy sądowego wymiaru kary w ujęciu teorii i praktyki sądowej (1980)
- Problemy patologii społecznej (1986), red. naukowa i współautorstwo
- Decyzja sędziego w sprawie wymiaru kary i jej psychospołeczne uwarunkowania (1987), współautor
- Teoretyczne problemy odpowiedzialności karnej w polskim oraz niemieckim prawie karnym (1990), red. naukowa i współautorstwo
- Rozważania o przestępstwie i karze. Wybór prac z okresu 40-lecia naukowej twórczości (2006), s. 838.

Jest ponadto autorem ok. dwustu artykułów, glos i recenzji, w języku polskim i niemieckim.

## Życie prywatne
Jest żonaty i ma trzy córki: Katarzynę, Agnieszkę i Julię.